# كركر قطبي

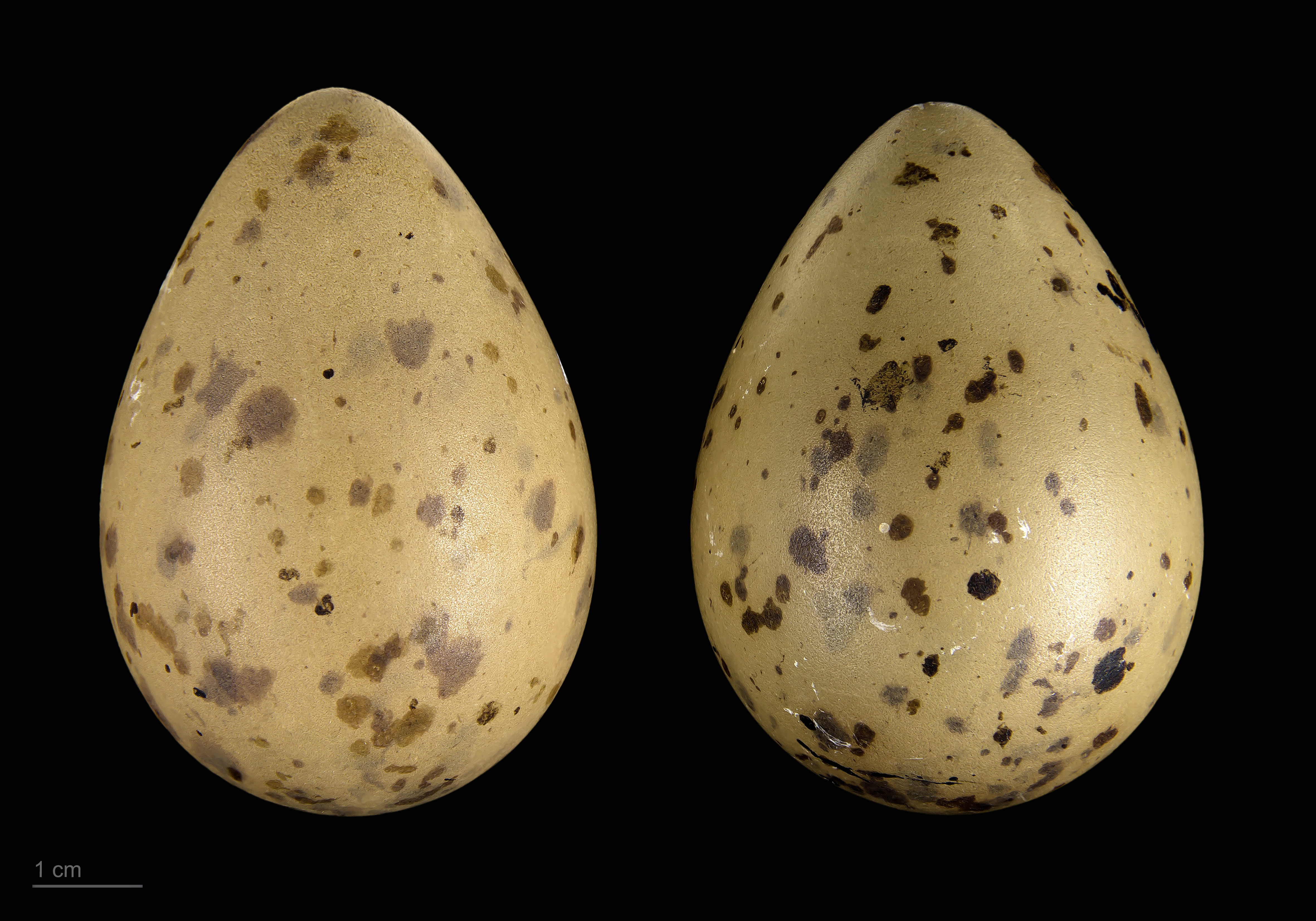
Stercorarius parasiticus

كركر قطبي (الاسم العلمي: Stercorarius  parasiticus) (بالإنجليزية: Parasitic  Jaeger)‏ هو طائر ينتمي إلى (فصيلة: Stercorariidae).